# Duntulm
Duntulm (Schots-Gaelisch: Dùn Thuilm) is een dorp in de Schotse lieutenancy Ross and Cromarty in het raadsgebied Highland in het noorden van het eiland Skye.
Hier bevindt zich de kasteelruïne Duntulm Castle, de eerste zetel van de clan MacDonald van Sleat.
| Maand                                  | jan | feb | mrt | apr | mei  | jun  | jul  | aug  | sep  | okt  | nov | dec | Jaar  |
| -------------------------------------- | --- | --- | --- | --- | ---- | ---- | ---- | ---- | ---- | ---- | --- | --- | ----- |
| Gemiddeld maximum (°C)                 | 6,5 | 6,6 | 8,1 | 9,6 | 12,4 | 14,3 | 15,4 | 15,7 | 14,2 | 11,5 | 9,1 | 7,6 | 10,9  |
| Gemiddeld minimum (°C)                 | 2,4 | 2,2 | 3,3 | 4,3 | 6,5  | 8,7  | 10,4 | 10,7 | 9,4  | 7,2  | 5,1 | 3,6 | 6,2   |
|                                        |     |     |     |     |      |      |      |      |      |      |     |     |       |
| Neerslag (mm)                          | 148 | 100 | 82  | 86  | 73   | 85   | 97   | 112  | 128  | 152  | 143 | 142 | 1.350 |
| Bron: het boek "Skye" van Derek Cooper |     |     |     |     |      |      |      |      |      |      |     |     |       |